# Municipio de Mulberry Grove
El municipio de Mulberry Grove (en inglés: Mulberry Grove Township) es un municipio ubicado en el condado de Bond en el estado estadounidense de Illinois. En el año 2010 tenía una población de 1361 habitantes y una densidad poblacional de 11,08 personas por km².

## Geografía
El municipio de Mulberry Grove se encuentra ubicado en las coordenadas 38°58′15″N 89°18′37″O / 38.97083, -89.31028. Según la Oficina del Censo de los Estados Unidos, el municipio tiene una superficie total de 122.84 km², de la cual 121.8 km² corresponden a tierra firme y (0.84%) 1.03 km² es agua.

## Demografía
Según el censo de 2010, había 1361 personas residiendo en el municipio de Mulberry Grove. La densidad de población era de 11,08 hab./km². De los 1361 habitantes, el municipio de Mulberry Grove estaba compuesto por el 94.78% blancos, el 3.97% eran afroamericanos, el 0.29% eran amerindios, el 0.15% eran asiáticos, el 0.07% eran isleños del Pacífico, el 0.07% eran de otras razas y el 0.66% pertenecían a dos o más razas. Del total de la población el 0.96% eran hispanos o latinos de cualquier raza.